# Tennis for Two
Tennis for Two es un videojuego de tenis desarrollado por William Higginbotham en 1958, usando para ello un  osciloscopio del Laboratorio Nacional de Brookhaven a modo de monitor conectado a una computadora analógica, siendo considerado el segundo videojuego de la historia, después de OXO.
El juego constaba de una línea horizontal que era el campo de juego y otra pequeña vertical en el centro del campo representando la red. Los jugadores debían elegir el ángulo en el que salía la bola y golpearla.

## Desarrollo
William Higginbotham, nacido el 25 de octubre de 1910, fue un físico que participó y se convirtió en el primer presidente de la Federación de Científicos Americanos; se destacó como un significativo activista en contra de la proliferación de armamento nuclear, y además fue el desarrollador del que para muchos fue el primer videojuego de la historia.
Corría el año 1958 cuando Higginbotham, aprovechando un osciloscopio del Brookhaven National Laboratory, creó un videojuego que simulaba un partido de tenis. Le dio el título de Tennis for Two.
A diferencia de casi todos sus sucesores, no hacía uso de una perspectiva aérea para mostrar el desarrollo del juego sino que utilizaba una vista lateral en la que se podía observar una pista que incluía como único detalle la red que separaba ambos campos. Los dos jugadores que podían participar en cada partida disponían de un controlador compuesto por un pulsador que servía para golpear la pelota virtual y un mando analógico con el que se controlaba la dirección de la bola.
A pesar de lo primitivo del diseño, en Tennis for Two se podía escoger el lado de la pista desde el que servir, la altura de la red e incluso la longitud de la pista. Una serie de amplificadores operacionales se encargaban de detectar cuándo la bola tocaba el suelo, momento en el que se activaba un relé que cambiaba la polaridad de otro amplificador, de manera que la pelota reflejaba su trayectoria y se creaba la sensación de que estaba botando.
Otros amplificadores se utilizaban para determinar si la bola se había quedado en la red o si la había tocado, en cuyo caso se reducía la velocidad de la misma, otorgando mayor verosimilitud al juego.
A pesar de que Tennis for Two se convirtió en el foco de atención, las dos únicas ocasiones en que fue mostrado al público que acudió al Brookhaven National Laboratory, Higginbotham nunca se planteó patentar su creación, pues no la consideró de importancia. De haberlo hecho, se hubiera convertido en una de las personas más ricas del mundo.

## Controversia
Dependiendo de la interpretación del término "videojuego", Tennis for Two ha sido llamado el primer videojuego. Otros dispositivos electrónicos con despliegue visual son también considerados, tales como OXO y el Cathode-Ray Tube Amusement Device ("Dispositivo de entretenimiento de tubos de rayos catódicos"), patentado en 1948, el cual utilizaba imágenes sobrepuestas para representar los objetivos al ser alcanzados por un haz de luz. A diferencia de estos dos últimos, Tennis for Two desplegaba movimiento y tenía gráficos dentro del sistema. Higginbotham nunca patentó su diseño, en parte debido a que la patente se la daría al gobierno federal, el cual financiaba a Brookhaven. Además, Higginbotham no veía al juego como una gran diferencia de las capacidades de las computadoras existentes.
La controversia existe, sin embargo, debido a que Tennis for Two utilizaba un osciloscopio en vez un monitor convencional de CRT o televisión como dispositivo de vídeo. Esto fue debido a que Higginbotham únicamente estaba montando una desmostración tecnológica improvisada para entretener a los visitantes en vez de producir un producto comercial. Tennis for Two tenía salida a un osciloscopio, careciendo de señal de rastreo de video como la utilizada en la televisión estándar y en las pantallas de computadora (aunque produjese una señal de video vectorial como la que fue utilizada en algunos videojuegos posteriores, tales como Asteroids y en los HUDs de los aviones de caza), y no contenía objetos controlados directamente por el jugador, pese a que los jugadores sí controlaban "raquetas" invisibles que podían alterar la trayectoria de la bola; por estas razones, fue rechazado en un litigio por patentes donde había sido presentado como ejemplo previo de tecnología de videojuegos.